# PCK Raffinerie

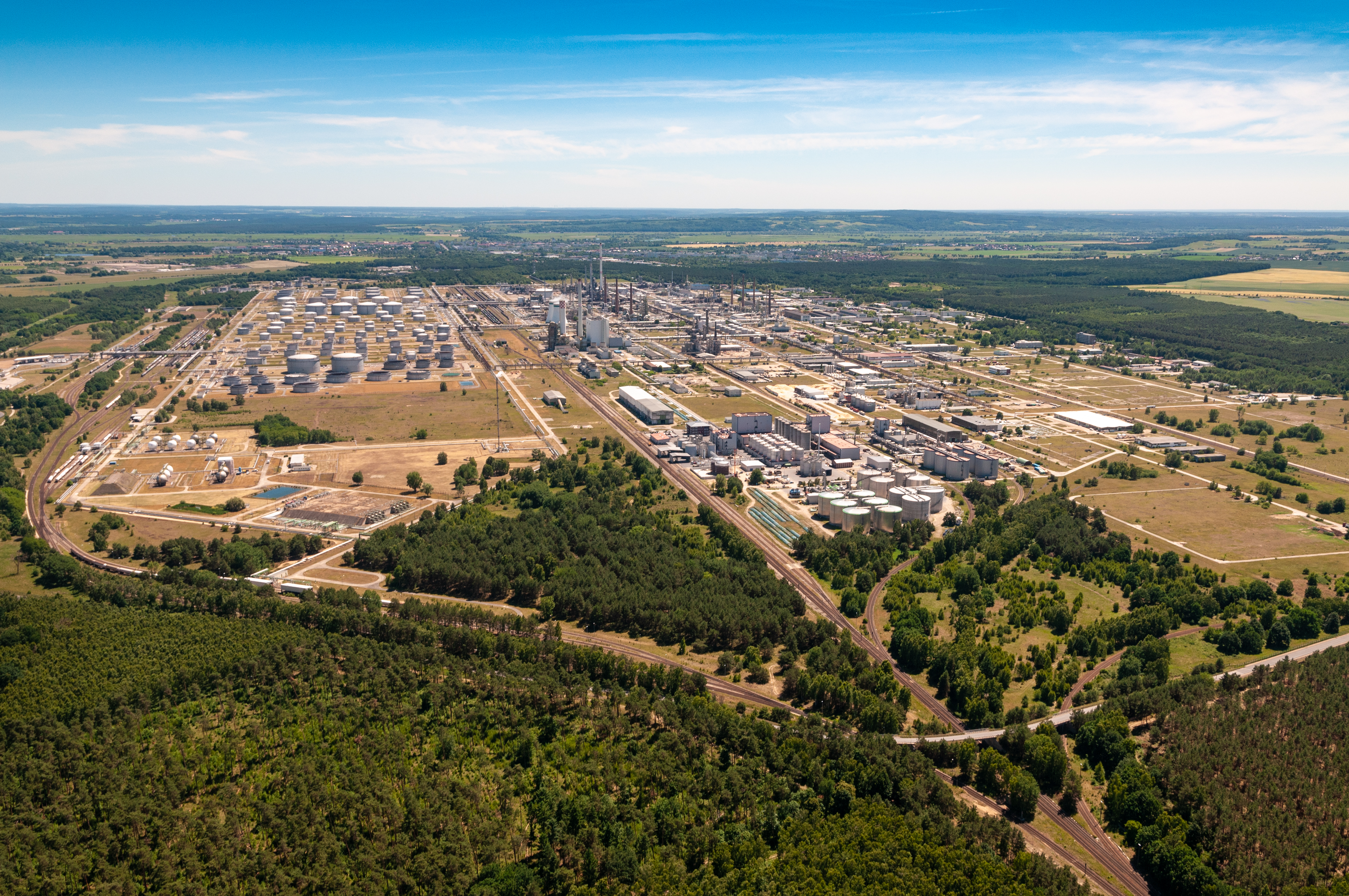
PCK Schwedt

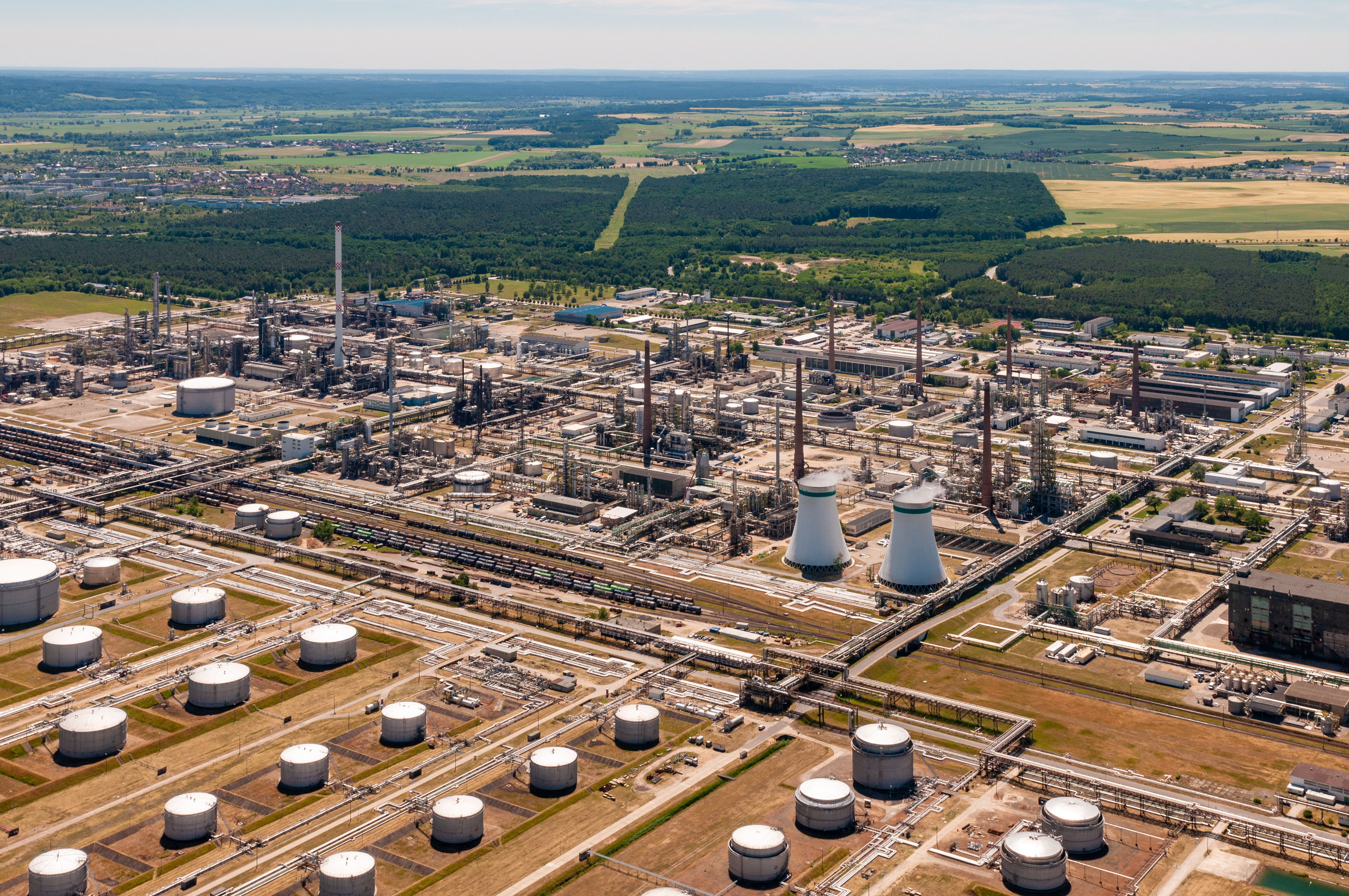
Tanklager- und Raffinerieanlagen

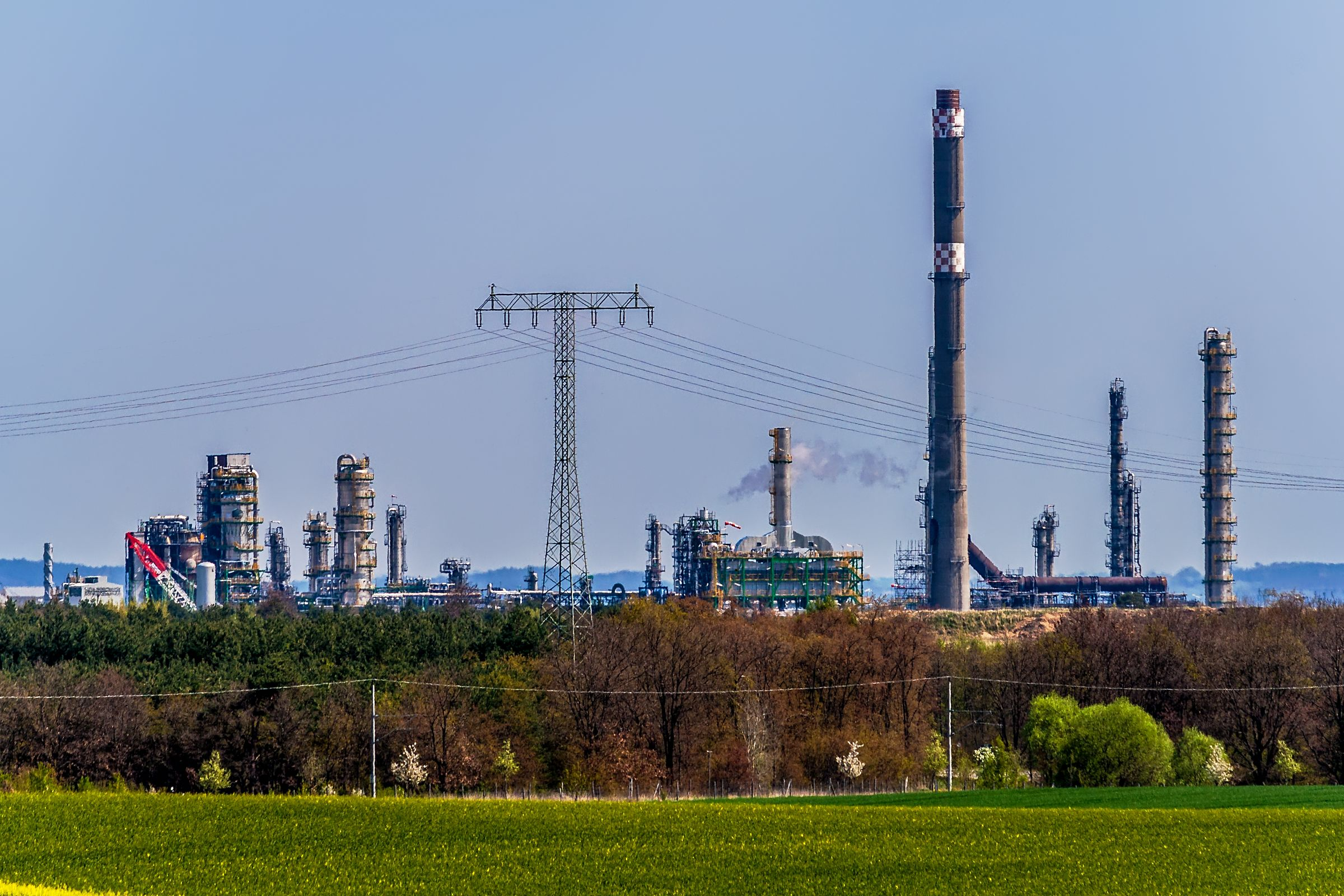
Silhouette PCK Raffinerie GmbH

Die PCK Raffinerie GmbH (ehemals VEB Petrolchemisches Kombinat Schwedt) ist ein Erdölverarbeitungswerk in Schwedt/Oder in der Uckermark (Brandenburg). Die PCK-Raffinerie in Schwedt versorgt zu 95 Prozent die Räume Berlin und Brandenburg mit Kraftstoffen, also Benzin, Diesel, Flugturbinenkraftstoff und Heizöl. Der Marktanteil an der gesamtdeutschen Kraftstoffproduktion beträgt etwa zehn Prozent. Die Abkürzung PCK stand bis 1991 für Petrolchemisches Kombinat, 1991 bis 1996 für Petrolchemie und Kraftstoffe.

## Mitarbeiter
Für die PCK-Raffinerie arbeiten rund 1200 Mitarbeiter; 22 Prozent der Beschäftigten sind weiblich. Auf dem Gelände der Raffinerie sind 80 weitere Unternehmen mit 2000 Mitarbeitern angesiedelt, von denen viele als Dienstleister für die PCK-Raffinerie arbeiten. Geschäftsführer der PCK Raffinerie GmbH ist seit 1. April 2022 Ralf Schairer. Gegen Ende des Jahres 2022 war die Raffinerie zu 85 %, zu Jahresbeginn 2023 nur zu 50 % ausgelastet. Ende 2022 wurde davon ausgegangen, dass alle Arbeitsplätze bei PCK ab dem 1. Januar 2023 trotz des ab dann geltenden vollständigen Embargos russischen Rohöls erhalten bleiben.

## Verkehrsanbindung und Logistik
Das Rohöl aus dem westsibirischen Raum wurde bis Ende 2022 über die ca. 5000 km lange Erdölleitung Freundschaft („Druschba“) transportiert, die hinsichtlich Länge und Förderkapazität eine der größten der Welt ist. Sie wird auf russischem Gebiet derzeit (2023) vom Staatskonzern Transneft betrieben. In Belarus wird die Pipeline in einen Nord- und einen Südstrang geteilt. Ab dieser Verzweigung fließt das Öl über den Nordstrang, der durch Polen führt, nach Schwedt. Rund drei Wochen benötigte das Rohöl, um die 5000 km lange Strecke zu bewältigen. Ab der polnischen Grenze bis zur PCK-Raffinerie wird die Erdölleitung durch die Mineralölverbundleitung GmbH Schwedt betrieben, an der die Raffinerie selbst Anteile hält. Bis 2022 erreichten jährlich etwa 18,9 Millionen Tonnen Öl Schwedt über die "Druschba". 
Von PCK aus führen zwei parallel liegende Erdölleitungen (DN 500 und 700) zur Raffinerie Leuna. Somit deckte das über die "Druschba" gelieferte Öl 90 % des Gesamtbedarfs der Raffinerien Schwedt und Leuna und etwa 2/3 der gesamten russischen Öllieferungen in die Bundesrepublik (2021: 28,1 Millionen t.)
Eine 202 km lange Erdölleitung Rostock–Schwedt (1963 in Betrieb genommen), DN 400 versorgt die Raffinerie zusätzlich mit Rohöl. Über diese sog. "Pipeline APR" können 50 % des Rohölbedarfs des Betriebes gedeckt werden, was infolge des ab dem 1. Januar 2023 geltenden Boykotts der EU von russischem Rohöl und der damit verbundenen Drosselung bzw. Einstellung der Lieferung russischen Öls über die Druschba-Leitung von großer Bedeutung ist. Andere Angaben nennen "knapp 60 %" Auslastung, die mit Hilfe von dem Öl aus Rostock beigemischten Fließverbesserern erreicht werden könnten. Die Leitung von Rostock soll für 400 Millionen Euro ausgebaut werden bzw. ist in Teilabschnitten schon grundinstandgesetzt und optimiert worden.
Über eine Produktleitung (1967; 78 km, DN 300) werden jährlich drei Millionen Tonnen Kraftstoffe in den PCK & elf Tanklagerbetrieb Seefeld (PETS) gepumpt. Von hier aus beliefern Tankkraftwagen (TKW) den kompletten Berliner Raum. Auch Westpolen wird mit PCK-Produkten beliefert.
Zu DDR-Zeiten wurde Öl auch mit überschweren Kesselwagenzügen (Zugmasse bis 3600 t) vom Rostocker Überseehafen nach Schwedt transportiert.
Sechs Millionen Tonnen Produkte verlassen im Jahr die Raffinerie per Bahn. Der Werkbahnhof ist über eine Zweigbahn an die Bahnstrecke Berlin–Szczecin angeschlossen. Die PCK beliefert den Flughafen Berlin Brandenburg über Kesselwagen zu 80 Prozent mit Flugturbinenkraftstoff. In den letzten Jahren wurden die B 2 und die B 166 erheblich ausgebaut, sodass die Tanklastzüge aus Schwedt auf dem Weg zu den Autobahnen A 11 und A 20 nunmehr mit weniger Ortsdurchfahrten auskommen.
Polen und die Bundesrepublik Deutschland schlossen im Dezember 2022 einen Vertrag über eine Teilbelieferung der Raffinerie über den Hafen Gdansk. Die Ladung von zwei oder drei Rohöltankern pro Monat, insgesamt etwa 3,5 Millionen t pro Jahr, soll über eine Stichleitung nach Płock (PKN Orlen) in den Nordarm der Druschba-Pipeline und über diesen weiter nach Schwedt gepumpt werden. Die Ankunft des ersten Tankers wurde für Ende Januar 2023 erwartet. Zusammen mit dem Öl aus Rostock wäre die Raffinerie ab dann trotz des gänzlichen Verzichts auf russisches Öl zu 70 % ausgelastet.
Kasachstan will 2023 Rohöl über die „Druschba“ nach Schwedt liefern. Der russische Vizepremier Nowak äußerte Ende Dezember 2022 die prinzipielle Bereitschaft Russlands, kasachisches Öl durchzuleiten. Die staatliche kasachische Ölfirma KazMunayGas erklärte Anfang 2023 die Bereitschaft, 1,2 Millionen Tonnen Öl im weiteren Verlauf des Jahres nach Schwedt zu schicken. Damit könnte die Auslastung der Raffinerie auf 80 % erhöht werden. Nach mehreren fallweisen Lieferungen aus Kasachstan im ersten Halbjahr 2023 wurde im Juni 2023 ein Kontrakt, der die Lieferung von monatlich 100 000 t Öl nach Schwedt bis Ende 2024 fixiert, zwischen beiden Ländern geschlossen. Mit dem Bezug des kasachischen Öls wird die Wirkung des Ölembargos gegen Russland geschwächt, denn es verdient zum einen an den Durchleitungsgebühren. Des Weiteren gehören Anteile des kasachischen Ölfelds, von dem PCK beliefert wird, dem russischen Ölkonzern Lukoil.

### Werkfeuerwehr und Brandschutz
An einer Feuerwehrwache sind 36 hauptamtliche Kräfte im 24 h Dienst, sowie über 100 nebenberufliche Kräfte für besondere Einsatzlagen in Bereitschaft.
Unter anderem sind folgende Fahrzeuge auf der Wache:
- Zwei Universallöschfahrzeuge zur Brandbekämpfung
- SLF Panther zur kurzfristigen autarken Schnellbrandbekämpfung
- GW-Umwelt für ABC-Gefahrenlagen
- Change-House
- HLF (Hilfeleistungslöschgruppenfahrzeug) für Technische Hilfeleistung
- Erste-Hilfe-Fahrzeug

## Produktion
Die PCK-Raffinerie verarbeitete bis 2022 hauptsächlich Rohöl aus Russland. Das Unternehmen hat eine Verarbeitungskapazität von 12 Millionen Tonnen Rohöl pro Jahr.
Hergestellte Raffinerieprodukte sind u. a. Motorenbenzin (2010: 2,7 Mio. t), Kerosin (Jet A1) (0,4 Mio. t), Dieselkraftstoff (3,4 Mio. t), Heizöl (extra leicht und schwer) (2,0 Mio. t) und weitere Produkte (2,4 Mio. t) (darunter Propan, Butan, Bitumen, Schwefel, Natriumsulfat, Propen, ETBE (aus Bioethanol), Benzol, Toluol und Xylole).
PCK hat seit Anfang der 1980er Jahre den Bereich der Umwandlung von schweren Prozessrückständen in Kraftstoffkomponenten, die sogenannte Konversion, ausgebaut. In dem 1998 fertiggestellten Kraftwerk mit dreistufiger Rauchgasreinigung wird der schwere Rückstand verbrannt und in Dampf und elektrische Energie umgewandelt. Die Leistung des Kraftwerks beträgt rund 300 MW. Bis zu 130 MW werden in das Stromnetz eingespeist. Die Raffinerie versorgt die Stadt Schwedt außerdem mit Fernwärme.
2004 nahm PCK als erste Raffinerie in Deutschland die großtechnische Produktion eines Oktanzahlverbesserers auf Basis biogener Komponenten (ETBE-Anlage) auf, der dem Bereich Biokraftstoffe zugerechnet werden kann. Zwei Jahre später ging eine zweite Anlage ans Netz, mit der PCK ebenfalls Bioanteile chemisch in Benzinkomponenten einbindet – eine Leichtbenzinveretherungsanlage.
Die Rohölverarbeitungskapazität lag 2019 bei circa 11 % der gesamten deutschen Verarbeitungskapazität. Die Produktion im Jahr 2020 betrug 3,6 Mio. t Dieselkraftstoffe, 3,1 Mio. t Ottokraftstoffe, 1,7 Mio. t Heizöle, 0,2 Mio. t Flugturbinenkraftstoff und 2,5 Mio. t weitere Produkte.
Mit der absehbaren Einstellung des Bezugs von Rohöl russischen Ursprungs am Ende des Jahres 2022 mussten die Anlagen, die jahrzehntelang auf diese russischen Ölsorten eingerichtet und optimiert waren, auf die Verarbeitung anderer Öle umgestellt werden.
Die Raffinerie darf 20 Millionen Kubikmeter Grund- und Oberflächenwasser pro Jahr entnehmen.

## Geschichte

### DDR bis Treuhandanstalt

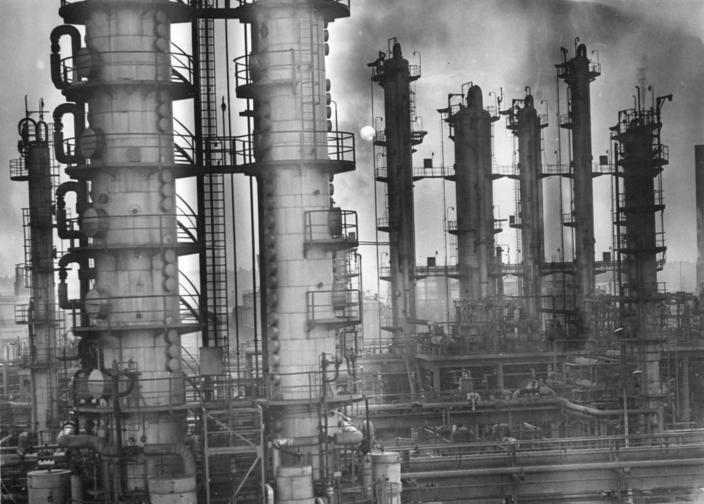
Das petrolchemische Kombinat, 1974

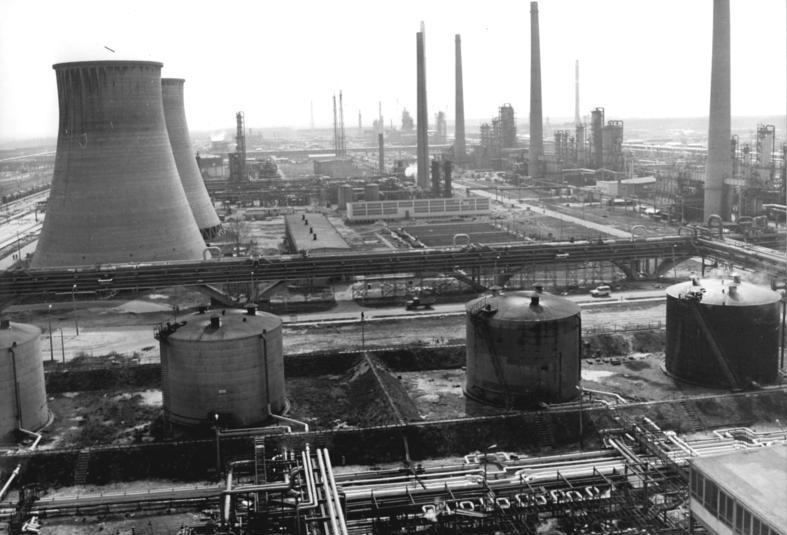
Das Petrolchemische Kombinat, 1981

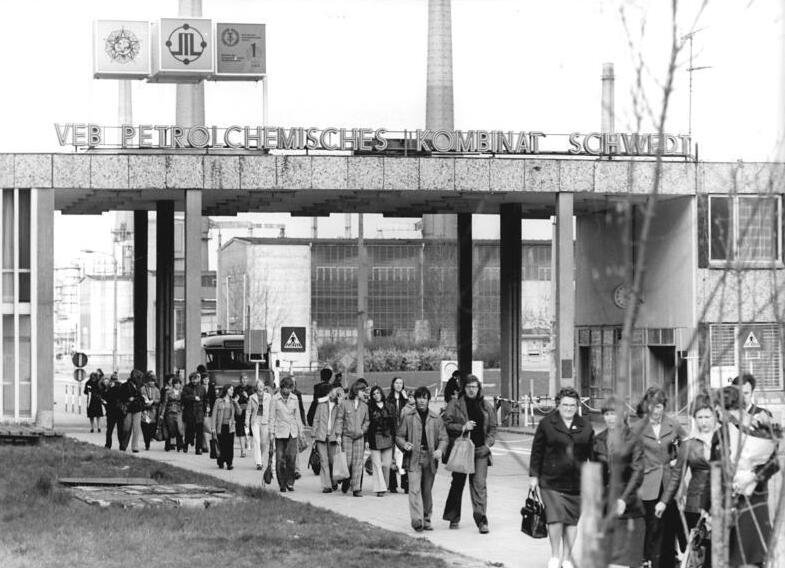
Werkseingang zum VEB Petrolchemisches Kombinat (PCK)

Die DDR-Führung beschloss 1958 den Ausbau ihrer Grundstoffindustrie und bestätigte Schwedt an der Oder als Standort für das Erdölwerk. Der Bau des Werkes erfolgte mit dem Bau einer gemeinsamen Erdölleitung durch die damaligen sozialistischen Staaten innerhalb des Rats für gegenseitige Wirtschaftshilfe (RGW), der sogenannten „Erdölleitung der Freundschaft“ (heute: Mineralölverbundleitung). Noch heute ist die Leitung aus dem Gebiet Tjumen mit über 5000 km die längste Pipeline der Welt. Der Grundstein für den Betrieb wurde am 11. November 1960 gelegt. Im Beisein Walter Ulbrichts floss das erste Öl am 18. Dezember 1963 durch die Erdölleitung Freundschaft nach Schwedt. Fünfeinhalb Jahre nach der Gründung 1958 wurde die Rohölverarbeitung der Raffinerie am 1. April 1964 unter dem Namen Erdölverarbeitungswerk (EVW Schwedt) in Betrieb genommen. Ab Mai 1966 verfügte sie über eine eigene Zweigstelle der Stadtsparkasse Schwedt.
Das EVW wurde zum wichtigsten Kraftstofflieferanten der DDR. Im Zuge der Kombinatsbildung wurde das Werk am 30. Dezember 1970 Stammbetrieb des VEB Petrolchemisches Kombinat (PCK) und war neben den Leuna-Werken für die chemische Industrie auf Erdölbasis in der DDR zuständig. Seit Mitte der 1960er bis Anfang der 1980er Jahre baute die PCK ihren petrolchemischen Bereich aus, um die Textilindustrie mit Faserrohstoffen zu versorgen, hochwertigen Stickstoffdünger für die Landwirtschaft zu produzieren und petrolchemische Komponenten für die Chemieindustrie zu erzeugen. Anfang der 1970er Jahre baute die Raffinerie eine Anlage, um Grundstoffe für die Waschmittelproduktion herzustellen. Später erfolgte der Bau einer Futtereiweißanlage, welche auf Basis von Dieselkraftstoff und Hefepilzen Eiweiß für die Tiermast produzierte. 1972 startete das PCK die Herstellung von Möbeln aus Polyurethan. Nach zehn Jahren wurde diese Produktionslinie eingestellt. 1983 wurde mit dem Aufbau einer Fertigungslinie für Haushaltschemikalien sowie Schuh- und Lederpflegemitteln (Vertrag mit der Salamander) begonnen.

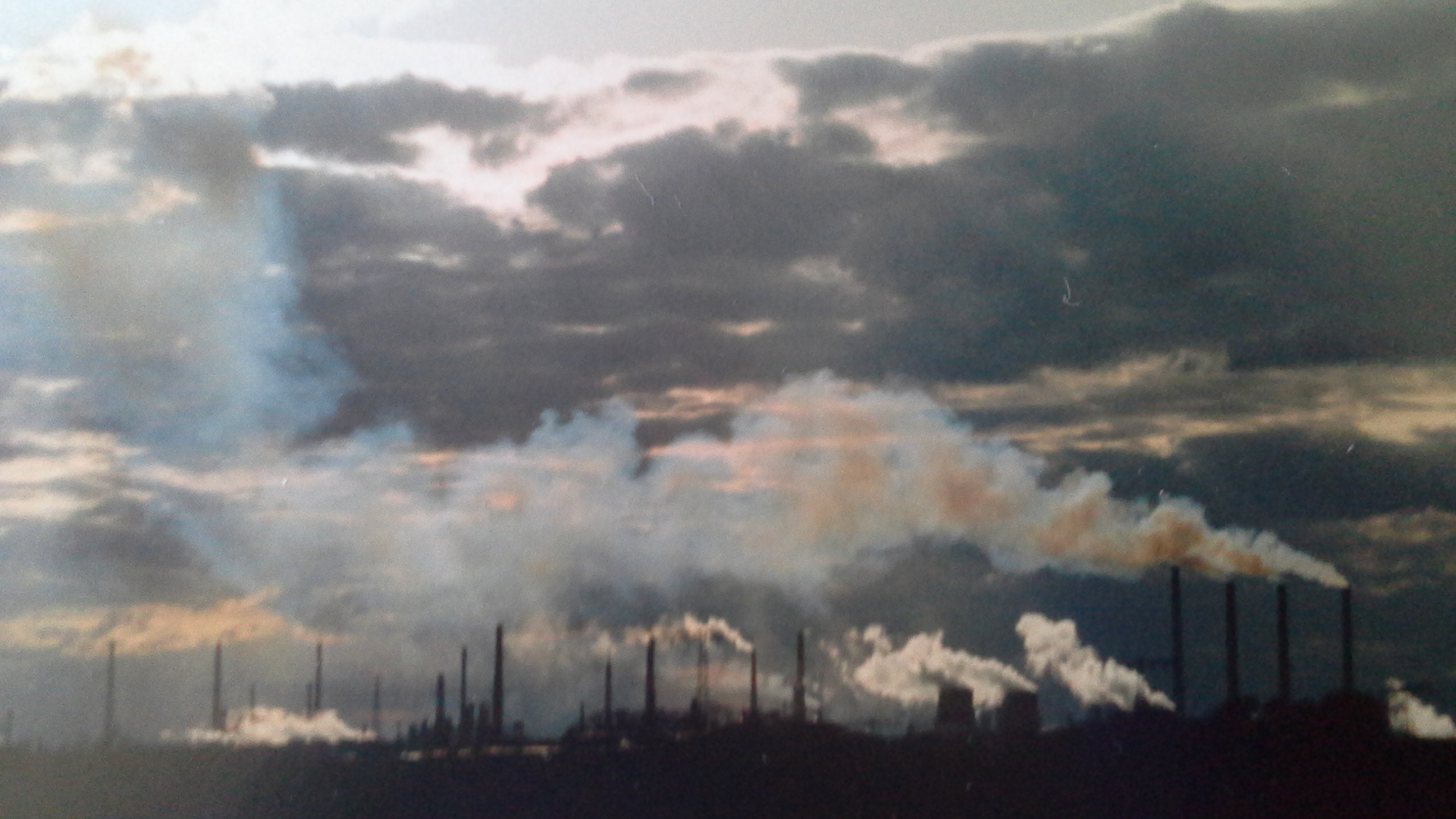
Silhouette des PCK Schwedt im Mai 1994.

In den 1970er Jahren explodierten die Rohölpreise, und die Raffinerie war gezwungen, mit weniger Rohöl mehr zu produzieren und zu erwirtschaften. Daraufhin wurde 1977 mit dem japanischen Konzern Toyo Engineering Corp. ein Importvertrag für den Bau eines Spalt- und Aromatenkomplexes (SAK) zur Spaltung langkettiger Kohlenwasserstoffe beschlossen. Das PCK stieg damit in die Konversionstechnologie ein und konnte den Anteil an „schwarzen Produkten“ (Schweröl, Bitumen) zugunsten von Diesel, leichtem Heizöl und Benzin („helle Produkte“) senken. Kraftstoffe und Aromaten (insbesondere Benzol) wurden vor allem zur Devisenerwirtschaftung in großen Mengen in das westliche Ausland exportiert. Die Kraftstoffe gelangten über eine Pipeline in das nahe Berlin gelegene Tanklager Seefeld. Von dort aus wurde der gesamte Berliner Raum (einschließlich West-Berlin) versorgt. Die auf Basis des katalytischen Crackverfahrens arbeitende Anlage galt damals als eine der modernsten Europas.
1978 stand das Petrolchemische Kombinat vor den Aufgaben, den Spalt- und Aromatenkomplex sowie die Futtereiweißanlage aufzubauen. Für den Bau der Anlagen wären ca. 2000 zusätzliche Arbeitskräfte vonnöten gewesen, die die Regierung jedoch nicht dafür bereitstellen wollte. Das PCK musste die Arbeitskräfte aus allen Bereichen der Belegschaft rekrutieren und freisetzen. Die „Rationalisierung in neuen Dimensionen“ – unter dem Schlagwort „Weniger produzieren mehr“ (Schwedter Initiative) – ging von Schwedt aus und wurde zur landesweiten Kampagne.
In den 1980er Jahren arbeitete die Raffinerie weiter an ihrem Konzept der Rückstandskonversion, um nahezu rückstandsfrei produzieren zu können. So kamen 1984 der Visbreaker und 1988 der HSC-Desus-Komplex zur weiteren Aufarbeitung von dunklen Rückstandsprodukten hinzu. Der Thermocracker HSC (High Conversion Soaker Cracker) ist die einzige Anlage ihrer Art weltweit. Ende der 1980er Jahre wurden im PCK mehr als 10 Millionen Tonnen Erdöl pro Jahr verarbeitet. Die Gesamt-Beschäftigtenzahl belief sich auf über 8000. Wie viele Kombinate in der DDR, hatte auch die PCK ein werkseigenes Erholungsheim. In Penzlin wurde dafür das Hotel „Seehof“ direkt am Penzliner See genutzt. Das Werk stiftete 1966 einen Kunstpreis „zur Förderung der realistisch-sozialistischen Kunst“, der jährlich zum Tag des Chemiearbeiters vergeben wurde. Es erwarb für die unternehmenseigene Kunstsammlung Werke der bildenden Kunst. Die Sammlung ging nach der deutschen Wiedervereinigung an den Rechtsnachfolger.
Im Juni 1990 wurde das Petrolchemische Kombinat aufgelöst und im Zuge der deutschen Wiedervereinigung als Petrolchemie und Kraftstoffe AG in das Handelsregister eingetragen, um von der Treuhandanstalt privatisiert zu werden. Im Juli 1991 wurde PCK an die deutschen Mineralölgesellschaften VEBA und DEA sowie ein Konsortium aus Agip, elf und Total verkauft. 1996 wurde die AG in eine GmbH umgewandelt. Im Jahr 2010 verkaufte der staatliche Erdölkonzern PDVSA aus Venezuela dem russischen Unternehmen Rosneft ein Beteiligungspaket an mehreren deutschen Erdölraffinerien. In dem Paket war auch ein 37,5 % Anteil an der PCK Schwedt.

### Rosneft und Treuhandverwaltung
Die PCK Raffinerie GmbH ist ein Gemeinschaftsunternehmen der Rosneft Deutschland GmbH (54,17 %), Shell Deutschland GmbH (37,5 %) und der Eni Deutschland GmbH (8,33 %), für die sie als Lohnverarbeiter tätig ist. In den Jahren 2015 und 2016 hatte Rosneft seine Beteiligung bereits durch die Übernahme der Anteile von Total und BP erhöht. 2021 kündigte Rosneft, das damals ein Vorkaufsrecht hatte, an, die Anteile von Shell zu übernehmen und damit auf insgesamt 91,67 % zu erhöhen. Dies steht unter dem Vorbehalt der behördlichen Genehmigungen des Bundeswirtschaftsministeriums, die derzeit noch ausstehen. Das Bundeskartellamt gab die Transaktion am 21. Februar 2022 frei, das Bundeswirtschaftsministerium leitete jedoch eine Investitionsprüfung gemäß Außenwirtschaftsgesetz ein, ob sie die öffentliche Ordnung oder die Sicherheit der Bundesrepublik Deutschland gefährdet.
Am 24. Februar 2022 begannen russische Streitkräfte einen völkerrechtswidrigen Angriffskrieg gegen die Ukraine. Die Bundesregierung Scholz teilte am 16. September 2022 mit, man stelle die beiden deutschen Ableger von Rosneft, Rosneft Deutschland und RN Refining & Marketing, zur Sicherung des Betriebs der Raffinerie zunächst für ein halbes Jahr (bis März 2023 befristet) unter Treuhandverwaltung der Bundesnetzagentur. Rosneft reichte eine Klage dagegen ein. Da Shell das Vorkaufsrecht Rosnefts laut Branchenkennern nun als erloschen betrachtet, könnte der an einer Beteiligung an PCK interessierte polnische Ölverarbeiter und Tankstellenbetreiber Orlen die Shell-Anteile, die der britische Ölmulti ohnehin seit Längerem abstoßen will, übernehmen. Orlen betreibt auf deutschem Staatsgebiet, hauptsächlich im großen Umkreis der Raffinerie und im Bereich nahe der polnischen Grenze, etwa 580 Tankstellen. Das Bundesverwaltungsgericht wies Rosnefts Klage ab; die Bundesregierung gab die Verlängerung der Treuhandverwaltung der Rosneft-Anteile an PCK um sechs Monate am 15. März 2023 bekannt.
Für die von deutscher Seite ab 1. Januar 2023 komplett boykottierten Öllieferungen aus Russland wurden Alternativen geschaffen, etwa durch einen Ausbau der Pipeline vom Hafen Rostock nach Schwedt. Seit 2023 wird Rohöl auch über den Hafen von Danzig nach Schwedt gepumpt. 
Polen machte die Enteignung der Rosneft-Anteile an PCK sowohl für die Beileitung von Öl über sein Territorium nach Schwedt als auch für einen Einstieg von Orlen bei PCK zur Bedingung.
Im September 2023 wurde die Treuhandverwaltung der Bundesnetzagentur bis zum 10. März 2024 verlängert.